# بانک نیروهای مسلح
بانک نیروهای مسلح (ای‌اف‌بی)، بانکی است که به اعضای نیروهای مسلح ایالات متحده آمریکا و خانواده آنها خدمات ارائه می‌دهد.

## تاریخچه
بانک نیروهای مسلح در سال ۱۹۰۷ در فورت لون‌وورت، کانزاس، جایی که در حال حاضر مقر آن است، تأسیس شد. ای‌اف‌بی و بانک خواهرش «آکادمی بانک»، متعلق به شرکت مالی دیکینسون (دی‌اف‌سی) هستند که مقر آن در کانزاس‌سیتی، میزوری است.

## ارتباطات نظامی
بانک نیروهای مسلح بیشترین شعبه را در پایگاه‌های نظامی از جمله ۲۳ شعبه در ۱۷ پایگاه ایالات متحده دارد.
بسیاری از تیم خرده‌فروشی بانک نیز متشکل از افرادی است که ارتباط مستقیم با نیروهای مسلح ایالات متحده آمریکا دارند، از جمله کهنه سربازان، نیروهای ذخیره، و وابستگان نظامی.